# Лисенко Іван Іванович
Іван Іванович Лисенко (* 14 вересня 1921, с. Золотоношка Золотоніського р-ну, Черкаська обл. — † 2 вересня 1997, там само) — художник-аматор, етнограф,  колекціонер, культурний діяч, заслужений майстер народної творчості УРСР, член НСМНМУ (Національна спілка майстрів народного мистецтва України).

## З життєпису
Народився в сім'ї хліборобів. Батько - Лисенко Іван Павлович, майстер-різьбяр. 1935 року закінчив сім класів місцевої школи, працював у колгоспі. Під час німецько-радянської війни кілька разів забирався в неволю, неодноразово тікав, потрапив до концтабору Бухенвальд. У рідне село повернувся 1945 року. Починає малювати на військовій службі (з 1946). Після армії працює культпрацівником, директором Золотоношківської бібліотеки, місцевого Будинку культури, секретарем сільради.
Закінчив культосвітній технікум, Харківський інститут культури за спеціальністю бібліотекознавство, відмінник бібліотечної справи.  Бібліотека і клуб села, у якому він працював отримали звання "Установа відмінної роботи". У 1960-і роки захопився ідеєю створення народного музею і у 1974 році створив у селі Золотоношка краєзнавчий музей (нині Музей історії села Золотоношка).

## Творчість
Оволодів методикою і технікою народного малюнку та створив свій стиль  живопису.  У 1950 році з'явилася перша картина «Поле край села», потім інші, серед яких:  «А льон цвіте», «Рано на Івана Купала», «Свято зими в Драбові», «Рушники баби Наталки» та ін. Всього він намалював понад сто картин олією на полотні та фанері. Найкращі з них — правдиве відтворення сільського побуту середини XX ст. Упродовж останніх десятиріч до тематики радісної колгоспної праці додаються сюжети народних обрядів і вірувань, посилюються оповідальність і деталізація. Народна манера письма, яку  часто називають"наївним мистецтвом",   у його картинах захоплює теплом та  життєрадісною палітрою кольорів. 
У 1975 році  створив вокально-етнографічний ансамбль чотирьохголосого акапельного співу «Золотоношківські вечорниці», який діяв по 1983 рік, оркестр духових інструментів. У  1974 році  став лауреатом Всесоюзної виставки творів самодіяльних художників «Слава праці», згодом — Всесоюзного фестивалю самодіяльної творчості трудящих, заснував краєзнавчий музей, який отримав звання «народного» (1984).  ЕКспозиція музею представляла ікони та зразки народного малярства Полтавщини, Черкащини та Київщини, рушники, гончарні вироби, народне вбрання. 1980 року нагороджений Почесною Грамотою Президії Верховної Ради України, 1985 року присвоєно почесне звання «Заслужений майстер народної творчості Української РСР».  Він став ініціатором створення в своєму селі картинної галереї «Дружба народів», яка була відкрита 1988 року й експонувала цінну колекцію народної картини Наддніпров'я та творів самодіяльних митців із різних республік СРСР.
Картини І. Лисенка були показані на 23-х персональних виставках і багатьох обласних, республіканських, всесоюзних, міжнародних, публікувались у престижних каталогах і Всесвітній енциклопедії наївного мистецтва, виданій у м. Белград, Югославія. Про життя художника знято два документальні фільми: «Золотоношківські вечорниці» та «Сяйво фарб І. Лисенка». Бібліографія творчої діяльності митця становить близько 30 позицій у виданнях України, Росії, Югославії.
У 1994 році відповідно Указу Президії Верховної Ради УРСР Лисенко Іван Іванович  став лауреатом Державної премії ім. К. Білокур.
У 1993 році його твори брали участь у виставці "Образотворче мистецтво художників-аматорів з України". У 1997 році - була організована виставка "Іван Лисенко та його друзі". 
Після смерті І.І, Лисенка залишилось близько 200 живописних полотен, унікальна колекція картин самодіяльних  художників, багата етнографічна збірка. 
На сьогоднішній день полотна Івана Лисенка демонструються у Канівському краєзнавчому музеї  Т. Шевченка, Київському музеї Т. Шевченка, Українському Домі,  Музеї народної архітектури та побуту України, Черкаському художньому музеї, Галереї народного мистецтва, Фонді асоціації вчителів української мови Австралії, Драбівському краєзнавчому музеї, Національному центрі народної культури "Музей Івана Гончара"., 